# Pheidole lilloi
Pheidole lilloi (лат.) — вид муравьёв рода Pheidole из подсемейства Myrmicinae (Formicidae). Южная Америка: Аргентина. Мелкие с узким телом муравьи (1-2 мм) коричневато-жёлтого цвета (встречаются мелкие рабочие и характерные для рода большеголовые солдаты с приподнятой в виде валика затылочной частью). Голова солдат с глубокой затылочной выемкой, а их промезонотум выпуклый. Усики рабочих 12-члениковые с 3-члениковой булавой. Скапус усиков солдат очень короткий (длина 0,30 мм), в несколько раз короче головы. Ширина головы крупных солдат — 0,64 мм (длина головы — 0,84 мм). Ширина головы мелких рабочих 0,40 мм, длина головы 0,44 мм, длина скапуса — 0,32 мм. Стебелёк между грудкой и брюшком состоит из двух члеников: петиолюса и постпетиолюса (последний четко отделен от брюшка). Pheidole aberrans сходен с видом Pheidole fracticeps и относится к видовой группе Pheidole aberrans Group (Pheidole minensis, Pheidole obscurifrons, Pheidole subaberrans, Pheidole taurus, Pheidole weiseri). Вид был впервые описан в 1952 году аргентинско-русским мирмекологом Николаем Кузнецовым под первоначальным названием Elasmopheidole lilloi Kusnezov, 1952. Видовой эпитет дан в честь аргентинского натуралиста Мигеля Лильо (Miguel Lillo; 1862—1931).